# Courtry
Courtry település Franciaországban, Seine-et-Marne megyében. Lakosainak száma 7107 fő (2022. január 1.). Courtry Le Pin, Villeparisis, Coubron, Vaujours és Chelles községekkel határos.

## Népesség
A település népességének változása:
| Lakosok száma | 6426 | 6668 | 6644 | 6492 | 6658 | 6698 | 6643 | 6885 | 7107 |
|               | 2013 | 2015 | 2016 | 2017 | 2018 | 2019 | 2020 | 2021 | 2022 |